# NGC 87
NGC 87 ist eine irreguläre Galaxie vom Hubble-Typ IBm im Sternbild Phönix am Südsternhimmel. Sie ist etwa 150 Millionen Lichtjahre von der Milchstraße entfernt, mit einem Durchmesser von etwa 40.000 Lichtjahren. NGC 87 ist Teil einer Galaxiengruppe namens Roberts Quartett, zu der noch NGC 88, NGC 89 und NGC 92 zählen.
Die Galaxie NGC 87 wurde am 30. September 1834 von dem britischen Astronomen John Frederick William Herschel entdeckt.